# Меука, Шим
Шуме́йра За́йон Меу́ка (англ. Shumaira Zion Mheuka), более известный как Шим Меука (англ. Shim Mheuka; родился 20 октября 2007, Бирмингем) — английский футболист, нападающий клуба «Челси».

## Клубная карьера
Шим Меука родился в Бирмингеме в семье выходцев из Зимбабве. Начинал заниматься футболом в академии клуба «Брайтон энд Хоув Альбион» в возрасте 9 лет. 28 сентября 2021 года он сыграл в Кубке Премьер-лиги за команду «Брайтона» до 17 лет в матче против сверстников из «Челси» на поле Кобхэма. Он был самым ярким игроком на поле, «измучив» защитников «Челси» и настолько впечатлив скаутов и руководство лондонского клуба, что по окончании сезона 2021/22 14-летнему игроку было сделано выгодное предложение о переходе. Летом 2022 года он присоеднился футбольной академии «Челси». «Брайтон энд Хоув Альбион» не хотел расставаться с талантливым игроком, отклонив предложенную «Челси» компенсацию как слишком низкую. Исход спора решил трибунал, постановив, что «Челси» должен заплатить «Брайтону» 1 млн фунтов сразу, дополнительные 4,25 млн фунтов были предусмотрены в виде бонусов. Кроме того, «Брайтон энд Хоув Альбион» получил право на 20 % от суммы будущей продажи игрока из «Челси» в другой клуб. После того, как игроку исполнилось 15 лет, он начал выступать за команду «Челси» до 18 лет. В сезоне в сезоне 2023/24 забил 12 голов в 20 матчах «Челси» до 18 лет, в том числе хет-трик в игре Премьер-лиги (до 18 лет) против «Вест Бромвич Альбион». 16 августа 2024 года 16-летний Меука дебютировал в Премьер-лиге 2 за команду «Челси» до 21 года, выйдя в стартовом составе в матче против «Тоттенхэм Хотспур». В октябре 2024 года 17-летний Меука подписал с «Челси» свой первый профессиональный контракт.
12 декабря 2024 года дебютировал в основном составе «Челси», выйдя на замену в матче Лиги конференций УЕФА против «Астаны». 25 февраля 2025 года дебютировал в Премьер-лиге в матче против «Саутгемптона».

## Карьера в сборной
Выступал за сборные Англии до 15, до 16, до 17, до 18 лет и до 19 лет. Также может выступать за сборные Зимбабве.
В мае 2024 года сыграл на чемпионате Европы (до 17 лет), который прошёл на Кипре, забив гол в игре против Испании.

## Стиль игры
Меука чаще всего выступает на позиции центрального нападающего, по может сыграть и оттянутого форварда. Отличается хорошей техникой, поставленным ударом и умением удерживать мяч.

## Личная жизнь
Отец Шима — зимбабвийский футболист Малком Меука, выступавший на позиции атакующего полузащитника.

## Достижения
«Челси»
- Победитель Лиги конференций УЕФА: 2024/25